# Kefar Jechezkel
Kefar Jechezkel (hebr. כפר יחזקאל; ang. Kefar Yehezqel) – moszaw położony w Samorządzie Regionu Ha-Gilboa, w Dystrykcie Północnym, w Izraelu.

## Położenie
Moszaw Kefar Jechezkel jest położony na wysokości od 15 metrów p.p.m. do 45 metrów n.p.m. na północno-zachodniej krawędzi Doliny Charod, na północy Izraela. Dolina Charod jest położona między Doliną Jezreel a Doliną Bet Sze’an w Dolnej Galilei. Moszaw Kefar Jechezkel leży na południowych zboczach płaskowyżu Ramot Jissachar (wzniesienia w tej okolicy dochodzą do wysokości 138 metrów n.p.m.). W odległości 2,5 km na północnym zachodzie wznosi się masyw góry Giwat ha-More (515 metrów n.p.m.). Ze wzgórz Wyżyny Issachar spływa przepływający na wschód od moszawu strumień Gewa, a na zachodzie strumień Jechezkel. Zasilają one przepływającą na południe od moszawu rzekę Charod, której wody są wykorzystywane do zasilania licznych stawów hodowlanych. Teren na zachód od moszawu wznosi się i przechodzi w Dolinę Jezreel, natomiast po stronie południowo-wschodniej teren łagodnie opada w kierunku wschodnim do depresji Doliny Jordanu. W odległości 1,5 km na południe od moszawu wznoszą się strome zbocza Wzgórz Gilboa (w tym rejonie wznoszą się na wysokość 302 metrów n.p.m.). W otoczeniu moszawu Kefar Jechezkel znajduje się miasto Afula, kibuce Gewa i Jizre’el, moszawy Merchawja i Ramat Cewi, wieś komunalna Gidona, oraz wsie arabskie Sulam, Ad-Dahi i Na’ura. Na północy jest położona baza wojskowa Na’ura. We Wzgórzach Gilboa przebiega mur bezpieczeństwa oddzielający terytorium Izraela od Autonomii Palestyńskiej.
Kefar Jechezkel jest położony w Samorządzie Regionu Ha-Gilboa, w Poddystrykcie Jezreel, w Dystrykcie Północnym Izraela.

## Historia

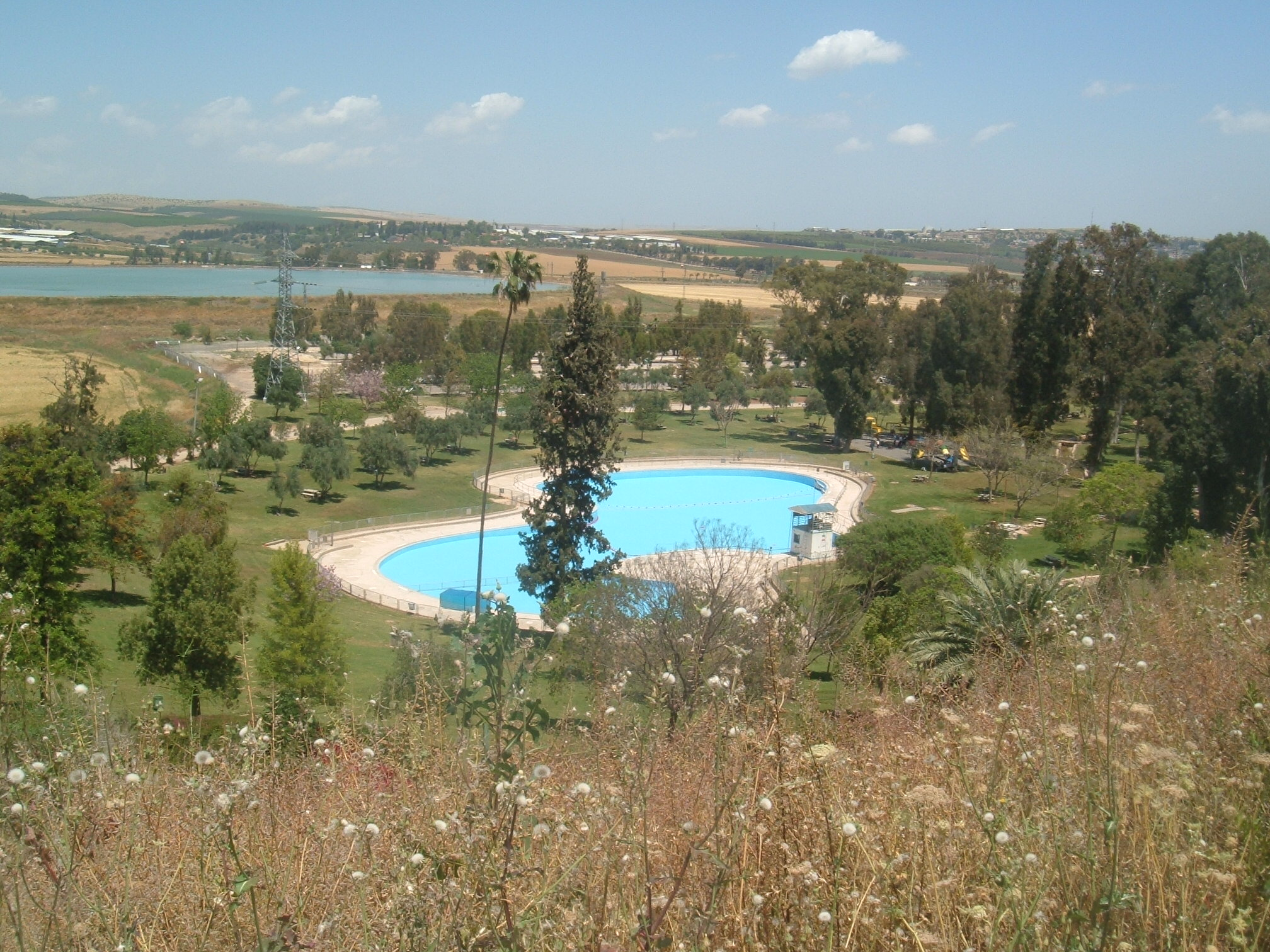
Park Narodowy Majan Charod

W wyniku I wojny światowej w 1918 roku cała Palestyna przeszła pod panowanie Brytyjczyków, który w 1921 roku utworzyli Brytyjski Mandat Palestyny. Umożliwiło to rozwój osadnictwa żydowskiego w Palestynie. W latach 20. XX wieku żydowskie organizacje syjonistyczne zaczęły wykupywać grunty w Dolinie Charod. Zakup tutejszych ziem wynegocjował Jehoszua Chankin. W takich okolicznościach we wrześniu 1921 roku powstał kibuc En Charod. Był to pierwszy tak duży kibuc założony w Ziemi Izraela, od początku finansowany przez Światową Organizację Syjonistyczną. Warunki życia pierwszych pionierów były niezwykle trudne, jednak dla organizacji syjonistycznej skolonizowanie Doliny Charod było niezwykle ważne. Dlatego już po dwóch miesiącach dołączyła do nich dodatkowa grupa pionierów, którzy w grudniu 1921 roku założyli sąsiedni kibuc Tel Josef (przez pierwsze lata istnienia wieś była całkowicie związana z macierzystym kibucem En Charod i nie była samodzielną osadą). Kilka dni później założono na zachodniej krawędzi doliny kolejne osady Kefar Jechezkel i Gewa. W ten sposób stworzono blok żydowskich osiedli, które były połączone z położoną na zachodzie Doliną Jezreel. Tworzyły one razem wysuniętą placówkę do dalszej kolonizacji Doliny Charod.
Grupa założycielska moszawu zawiązała się około 1913 roku. W jej skład weszli żydowscy imigranci z Polski i Imperium Rosyjskiego. Po przybyciu do Palestyny zamieszkali we wsi Menachemja, gdzie uczyli się rolnictwa i zdobywali potrzebne doświadczenie. W 1919 roku przeprowadzili się do centralnej części kraju i zamieszkali w moszawie Kefar Urijja. Gdy w 1921 roku rozpoczęła się intensywna działalność osadnicza w Dolnej Galilei, przyjechali oni do Doliny Charod. Dołączyli do nich osadnicy ewakuowani ze zniszczonej osady Tel Chaj. Po uzyskaniu odpowiednich zezwoleń, w dniu 16 grudnia 1921 roku założyli swój własny moszaw w Dolinie Charod. Początkowo nosił on nazwę Ein Tiw’on (hebr. עין טבעון; pol. Oko Tiwon). Później zmieniono nazwę na obecną Kefar Jechezkel (pol. Wieś Jezechiela), na cześć żydowskiego polityka Jezechiela Sasson, który w latach 1920-1925 sprawował funkcję pierwszego ministra finansów Brytyjskiego Mandatu Mezopotamii – sfinansował on zakup ziemi w Dolinie Charod. Warunki życia pierwszych pionierów były niezwykle trudne - mieszkali w namiotach i ciężko pracowali przy osuszaniu okolicznych bagien, na których w owym czasie powszechnie żyły bawoły wodne. Pionierzy cierpieli od niedostatku i chorób, zwłaszcza od malarii roznoszonej przez komary. W 1922 roku architekt Richard Kaufman przygotował projekt moszawu, który miał być nowoczesną osadą rolniczą. Zastosował on koncepcję wykorzystaną wcześniej przy budowie kibucu Nahalal w Dolinie Jezreel. Wieś miała mieć kształt symetrycznego koła, w którego centrum zlokalizowano budynki użyteczności publicznej, sklepy i magazyny. Kolejny krąg składał się z zabudowań mieszkalnych i gospodarczych, natomiast zewnętrzny krąg tworzyły pola uprawna. Rozwojowi gospodarczemu sprzyjał dostęp do linii kolejowej Doliny – od 1925 roku przy moszawie znajdowała się stacja kolejowa (nosiła ona nazwę En Charod, a gdy w 1930 roku zmienił on swoją lokalizację, stację kolejową nazwano Kefar Jechezkel). W 1928 roku w moszawie wybudowano synagogę nazwaną Eszel Abraham. W poszukiwaniu skutecznego rozwiązania narastającego konfliktu izraelsko-arabskiego w dniu 29 listopada 1947 roku została przyjęta Rezolucja Zgromadzenia Ogólnego ONZ nr 181. Zakładała ona między innymi, że moszaw Kefar Jechezkel miał znaleźć się w granicach nowo utworzonego państwa żydowskiego. Arabowie odrzucili tę rezolucję i dzień później doprowadzili do wybuchu wojny domowej w Mandacie Palestyny. Od samego początku wojny okoliczne wioski były wykorzystywane przez arabskie milicje, które sparaliżowały żydowską komunikację w całym regionie. Z tego powodu siły żydowskiej Hagany przeprowadziły szereg operacji wysiedlając okoliczne wioski arabskie. W wyniku I wojny izraelsko-arabskiej (1948–1949) cała okolica znalazła się w państwie Izrael, co umożliwiło dalszy stabilny rozwój moszawu Kefar Jechezkel. W latach 90. XX wieku moszaw znalazł się w trudnościach finansowych, które wymusiły przeprowadzenie procesu prywatyzacji. Zachowano kolektywną organizację instytucji kultury, edukacji i ochrony zdrowia.

## Demografia
Większość mieszkańców kibucu jest Żydami:

## Gospodarka i infrastruktura
Gospodarka moszawu opiera się na intensywnym rolnictwie, sadownictwie, hodowli drobiu i bydła mlecznego, oraz stawach hodowlanych ryb. W moszawie jest przychodnia zdrowia, sklep wielobranżowy i warsztat mechaniczny.

## Transport
Z moszawu wyjeżdża się na południe na drogę nr 71, którą jadąc na wschód dojeżdża się do wsi Gidona i kibucu Gewa, lub jadąc na zachód dojeżdża się do skrzyżowania z drogą nr 675 (prowadzi na południowy zachód do kibucu Jizreel i drogi nr 667 prowadzącej we Wzgórza Gilboa) i dalej do moszawu Merchawja.

## Edukacja i kultura
Moszaw utrzymuje przedszkole. Starsze dzieci są dowożone do szkoły podstawowej i szkoły średniej w kibucu En Charod Me’uchad. W moszawie znajduje się ośrodek kultury z biblioteką, basen kąpielowy, sala sportowa z siłownią, oraz boisko do piłki nożnej. Jest tu także mykwa i synagoga.

## Turystyka
W moszawie oferowane są miejsca noclegowe w pensjonacie z wyżywieniem. Organizowane są wycieczki piesze i samochodowe po Dolinie Charod i Wyżynie Issachar. Na południe od moszawu znajduje się Park Narodowy Majan Charod, który chroni obszar źródeł strumienia Charod. Strumień wypływa z kamienistej jaskini na zboczach Wzgórz Gilboa i spływa do obszernego parku, w którym zbudowano duży basen rekreacyjny. Okoliczne zbocza górskie są porośnięte sosnowy lasem.